# Bankholmen
Bankholmen är en ö i Geta kommun på Åland. Den ligger mellan Snäckö och Pantsarnäs i Pantsarnäsfjärdens norra del. Bankholmen har bergig terräng och väldigt liten bebyggelse. 
Sundet mellan Bankholmen och Snäckö heter Bankholms sund och sundet mellan Bankholmen och Pantsarnäs heter Korsnäs sund.
Bankholmens area är 73,8 hektar och dess största längd är 1,3 kilometer i nord-sydlig riktning.